# Kenney Jones
Kenneth Thomas „Kenney” Jones (n. 16 septembrie 1948, Stepney, East London) este un veteran al bateriștilor de rock englezi cunoscut pentru activitatea cu Small Faces, Faces și The Who.